# Cerăt
Cerăt é uma comuna romena localizada no distrito de Dolj, na região de Oltênia. A comuna possui uma área de 45.00 km² e sua população era de 4123 habitantes segundo o censo de 2007.